# Comité olympique et interfédéral belge
Le Comité olympique et interfédéral belge (COIB), en néerlandais : Belgisch Olympisch en Interfederaal Comité (BOIC), est le représentant belge du Comité international olympique (CIO) ainsi que le fédérateur des fédérations sportives belges.

## Présentation
La mission du COIB est notamment d'engager et de diriger les délégations sportives belges dans les différentes éditions des Jeux olympiques.
Le COIB est notamment chargé de fixer les critères minima de sélection pour pouvoir participer aux Jeux olympiques. Et même lorsque ces critères ne sont pas atteints, il peut accorder une dérogation et procéder à un repêchage.

### Genèse du Comité Olympique Belge
Le capitaine Clément Lefébure, commandant de l’École Normale de Gymnastique et d’Escrime de l’Armée Belge, doit d’être considéré comme le véritable fondateur du Comité Olympique Belge. Cela se passa à l’occasion de la préparation des Jeux olympiques intercalaires de 1906. Lefébure prit alors l’initiative de former un comité ad hoc qui enverrait des athlètes belges à Athènes.
C’est ainsi que fut organisé une réunion le 18 février 1906 à l’hôtel Ravenstein qui avait pour but de créer le COB. Edouard de Laveleye en fut le président et Cyrille Van Overbergh le co-président.
Le 16 juillet 1925, le Comité Olympique Belge fusionne avec le « Comité National d’Éducation Physique » – CN/COB – avec à sa tête Henri de Baillet-Latour, président du CIO et du COB. Cette fusion amène la structure d’une coupole qui rassemble le COB, les fédérations de gymnastique et les fédérations sportives ainsi que les protagonistes de l’EPS.

### 1965, une ère nouvelle
Lorsqu’en 1965, le Chevalier Raoul Mollet prend les commandes du Comité Olympique Belge, une nouvelle ère voit le jour. Ce fut le début d’une période marquée par une recherche d’autonomie financière et par le choix du professionnalisme des dirigeants.
Il s’entoure d’experts jeunes et talentueux tels le docteur Jacques Rogge qui se consacrera surtout au sport de haut niveau et plus particulièrement à la sélection objective de sportifs de haut niveau et à l’établissement et au peaufinage de critères de sélection. Il forme également un duo réussi avec Adrien Vanden Eede, à l’époque secrétaire général du COIB et plus tard également des CEO, surtout au niveau du financement du sport de haut niveau et du marketing sportif.
Non seulement au niveau national mais également au niveau international Raoul Mollet a joué un rôle important. En 1967, lui et d'autres présidents de CNO européens lancent l'idée de création de l'Association des Comités Nationaux Olympiques Européens ou ACNOE.
En 1989, Antonio Samaranch lui décerna l'Ordre Olympique d'Or.

### 1978, le COB devient COIB
En 1978, le Comité Olympique Belge change de nom et devient le Comité Olympique et Interfédéral Belge, agissant également comme organisme de coordination de la plupart des fédérations sportives du pays. À partir de ce moment le COIB représente tant les fédérations olympiques que les non-olympiques.
En octobre 1985, sous l’impulsion de Chevalier Raoul Mollet, on lance les Jeux du Printemps qui attireront 450.000 jeunes que l'on encourage et guide dans le choix d’activités sportives saines et adaptées.
Le 18 mars 1989, Jacques Rogge succède à Raoul Mollet à la présidence du COIB. C’est sous l’initiative de Jacques Rogge que le Comité Olympique et Interfédéral Belge organise en 1991 les premiers European Youth Olympic Days à Bruxelles, maintenant le
Festival olympique de la jeunesse européenne.

### Identité visuelle

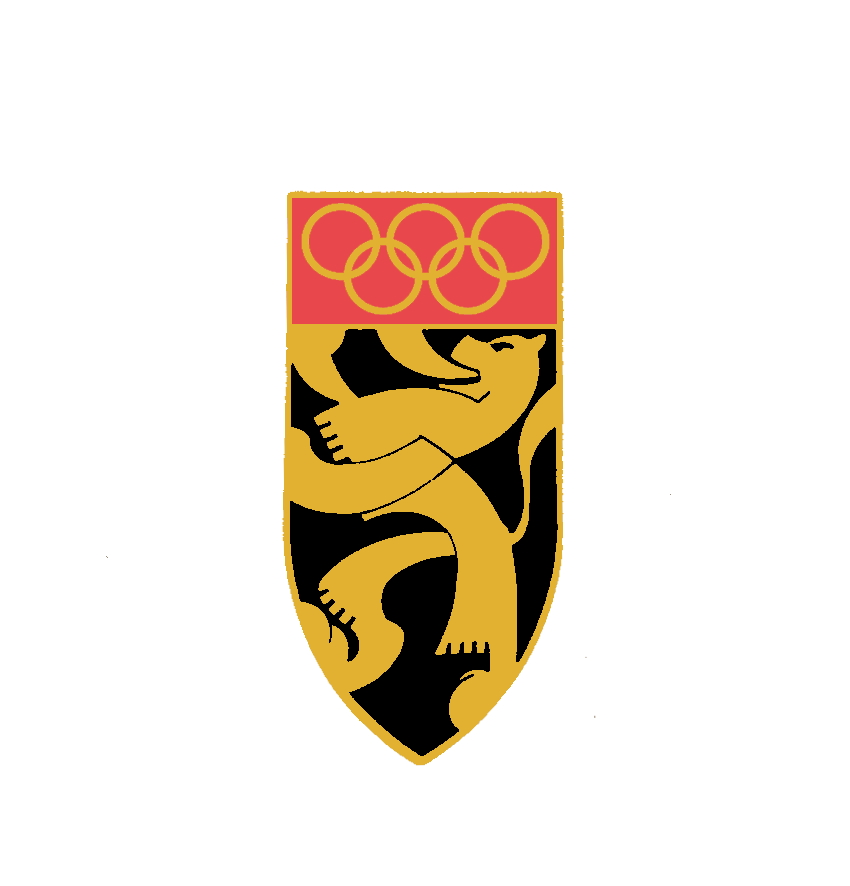
Logo du COB-COIB de 1906 à 1991
Logo du COIB de 1991 à 2015
Logo du COIB depuis 2015

## La Belgique aux Jeux olympiques

### Jeux olympiques d'été
| Jeux                | Femmes | Hommes          | Total           |                 |                 |                 | Total        | Rang |
| ------------------- | ------ | --------------- | --------------- | --------------- | --------------- | --------------- | ------------ | ---- |
| 1896 Athènes        |        | Non participant | Non participant | Non participant | Non participant | Non participant |              |      |
| 1900 Paris          | 0      | 58              | 58              | 5               | 5               | 5               | 15           | 6e   |
| 1904 Saint-Louis    |        | Non participant | Non participant | Non participant | Non participant | Non participant |              |      |
| 1908 Londres        | 0      | 74              | 74              | 1               | 5               | 2               | 8            | 10e  |
| 1912 Stockholm      | 1      | 45              | 46              | 2               | 1               | 3               | 6            | 13e  |
| 1920 Anvers         | 9      | 332             | 341             | 14              | 11              | 11              | 36           | 5e   |
| 1924 Paris          | 5      | 169             | 174             | 3               | 7               | 3               | 13           | 10e  |
| 1928 Amsterdam      | 9      | 171             | 180             | 0               | 1               | 2               | 3            | 29e  |
| 1932 Los Angeles    | 1      | 6               | 7               | 0               | 0               | 0               | 0            | -    |
| 1936 Berlin         | 5      | 116             | 121             | 0               | 0               | 2               | 2            | 29e  |
| 1948 Londres        | 17     | 133             | 150             | 2               | 2               | 3               | 7            | 15e  |
| 1952 Helsinki       | 5      | 135             | 140             | 2               | 2               | 0               | 4            | 14e  |
| 1956 Melbourne      | 4      | 58              | 62              | 0               | 2               | 0               | 2            | 28e  |
| 1960 Rome           | 8      | 93              | 101             | 0               | 2               | 2               | 4            | 26e  |
| 1964 Tokyo          | 1      | 64              | 65              | 2               | 0               | 1               | 3            | 20e  |
| 1968 Mexico         | 5      | 77              | 82              | 0               | 1               | 1               | 2            | 36e  |
| 1972 Munich         | 6      | 84              | 90              | 0               | 2               | 0               | 2            | 29e  |
| 1976 Montréal       | 25     | 79              | 104             | 0               | 3               | 3               | 6            | 28e  |
| 1980 Moscou         | 16     | 45              | 61              | 1               | 0               | 0               | 1            | 23e  |
| 1984 Los Angeles    | 15     | 52              | 67              | 1               | 1               | 2               | 4            | 21e  |
| 1988 Séoul          | 25     | 34              | 59              | 0               | 0               | 2               | 2            | 44e  |
| 1992 Barcelone      | 25     | 42              | 67              | 0               | 1               | 2               | 3            | 44e  |
| 1996 Atlanta        | 20     | 41              | 61              | 2               | 2               | 2               | 6            | 31e  |
| 2000 Sydney         | 31     | 37              | 68              | 0               | 2               | 3               | 5            | 55e  |
| 2004 Athènes        | 19     | 31              | 50              | 1               | 0               | 2               | 3            | 51e  |
| 2008 Pékin          | 17     | 78              | 95              | 2               | 0               | 0               | 2            | 37e  |
| 2012 Londres        | 42     | 69              | 111             | 0               | 1               | 2               | 3            | 60e  |
| 2016 Rio de Janeiro | 35     | 69              | 104             | 2               | 2               | 2               | 6            | 35e  |
| 2020 Tokyo          | 55     | 70              | 125             | 3               | 1               | 3               | 7            | 28e  |
| 2024 Paris          |        | Jeux à venir    | Jeux à venir    | Jeux à venir    | Jeux à venir    | Jeux à venir    | Jeux à venir |      |
| 2028 Los Angeles    |        | Jeux à venir    | Jeux à venir    | Jeux à venir    | Jeux à venir    | Jeux à venir    | Jeux à venir |      |
| 2032 Brisbane       |        | Jeux à venir    | Jeux à venir    | Jeux à venir    | Jeux à venir    | Jeux à venir    | Jeux à venir |      |
| Total               | 401    | 2262            | 2663            | 43              | 54              | 58              | 155          |      |

### Jeux olympiques d'hiver
| Jeux                        | Femmes       | Hommes          | Total           |                 |                 |                 | Total | Rang |
| --------------------------- | ------------ | --------------- | --------------- | --------------- | --------------- | --------------- | ----- | ---- |
| 1924 Chamonix               | 1            | 17              | 18              | 0               | 0               | 1               | 1     | 10e  |
| 1928 Saint-Moritz           | 1            | 24              | 25              | 0               | 0               | 1               | 1     | 8e   |
| 1932 Lake Placid            | 1            | 5               | 6               | 0               | 0               | 0               | -     | -    |
| 1936 Garmisch-Partenkirchen | 3            | 24              | 27              | 0               | 0               | 0               | -     | -    |
| 1948 Saint-Moritz           | 1            | 10              | 11              | 1               | 1               | 0               | 2     | 9e   |
| 1952 Oslo                   | -            | 9               | 9               | 0               | 0               | 0               | -     | -    |
| 1956 Cortina d'Ampezzo      | -            | 4               | 4               | 0               | 0               | 0               | -     | -    |
| 1960 Squaw Valley           |              | Non participant | Non participant | Non participant | Non participant | Non participant |       |      |
| 1964 Innsbruck              | 1            | 6               | 7               | 0               | 0               | 0               | -     | -    |
| 1968 Grenoble               |              | Non participant | Non participant | Non participant | Non participant | Non participant |       |      |
| 1972 Sapporo                | -            | 1               | 1               | 0               | 0               | 0               | -     | -    |
| 1976 Innsbruck              | 1            | 3               | 4               | 0               | 0               | 0               | -     | -    |
| 1980 Lake Placid            | -            | 2               | 2               | 0               | 0               | 0               | -     | -    |
| 1984 Sarajevo               | 2            | 2               | 4               | 0               | 0               | 0               | -     | -    |
| 1988 Calgary                | 1            | -               | 1               | 0               | 0               | 0               | -     | -    |
| 1992 Albertville            | 1            | 4               | 5               | 0               | 0               | 0               | -     | -    |
| 1994 Lillehammer            | 3            | 2               | 5               | 0               | 0               | 0               | -     | -    |
| 1998 Nagano                 | -            | 1               | 1               | 0               | 0               | 1               | 1     | 22e  |
| 2002 Salt Lake City         | -            | 6               | 6               | 0               | 0               | 0               | -     | -    |
| 2006 Turin                  | -            | 4               | 4               | 0               | 0               | 0               | -     | -    |
| 2010 Vancouver              | 4            | 4               | 8               | 0               | 0               | 0               | -     | -    |
| 2014 Sotchi                 | 4            | 3               | 7               | 0               | 0               | 0               | -     | -    |
| 2018 Pyeongchang            | 9            | 13              | 22              | 0               | 1               | 0               | 1     | 25e  |
| 2022 Pékin                  | 8            | 11              | 19              | 1               | 0               | 1               | 2     | 21e  |
| 2026 Milan-Cortina          | Jeux à venir | Jeux à venir    | Jeux à venir    | Jeux à venir    | Jeux à venir    | Jeux à venir    |       |      |
| Total                       | 41           | 155             | 196             | 2               | 2               | 4               | 8     |      |

## Les portes-drapeau de la Belgique aux Jeux olympiques
| Jeux             | Porte-drapeau                     | Sport                             |
| ---------------- | --------------------------------- | --------------------------------- |
| Athènes 1896     | Pas de défilé                     | Pas de défilé                     |
| Paris 1900       | Pas de défilé                     | Pas de défilé                     |
| Saint-Louis 1904 | Pas de défilé                     | Pas de défilé                     |
| Londres 1908     |                                   |                                   |
| Stockholm 1912   |                                   |                                   |
| Anvers 1920      | Victor Boin                       | Escrime                           |
| Paris 1924       |                                   |                                   |
| Amsterdam 1928   |                                   |                                   |
| Los Angeles 1932 |                                   |                                   |
| Berlin 1936      | Édouard Écuyer de le Court        | Pentathlon                        |
| Londres 1948     | Charles Vyt                       | Pentathlon                        |
| Helsinki 1952    | Charles Debeur                    | Escrime                           |
| Melbourne 1956   | André Nelis                       | Voile                             |
| Rome 1960        | André Nelis                       | Voile                             |
| Tokyo 1964       | Gaston Roelants                   | Athlétisme                        |
| Mexico 1968      | Gaston Roelants                   | Athlétisme                        |
| Munich 1972      | Gaston Roelants                   | Athlétisme                        |
| Montreal 1976    | Gaston Roelants                   | Athlétisme                        |
| Moscou 1980      | Défilé sous la bannière olympique | Défilé sous la bannière olympique |
| Los Angeles 1984 | Edgar Henri Cuepper               | Equitation                        |
| Séoul 1988       | Dirk Crois                        | Aviron                            |
| Barcelone 1992   | Frans Peeters                     | Tir aux clays                     |
| Atlanta 1996     | Jean-Michel Saive                 | Tennis de table                   |
| Sydney 2000      | Ulla Werbrouck                    | Judo                              |
| Athènes 2004     | Jean-Michel Saive                 | Tennis de table                   |
| Pékin 2008       | Sébastien Godefroid               | Voile                             |
| Londres 2012     | Tia Hellebaut                     | Athlétisme                        |
| Rio 2016         | Olivia Borlée                     | Athlétisme                        |
| Tokyo 2020       | Nafissatou Thiam                  | Athlétisme                        |
| Tokyo 2020       | Félix Denayer                     | Hockey sur gazon                  |

| Jeux                        | Porte-drapeau        | Sport               |
| --------------------------- | -------------------- | ------------------- |
| Chamonix 1924               |                      |                     |
| Saint-Moritz 1928           |                      |                     |
| Lake Placid 1932            |                      |                     |
| Garmisch-Partenkirchen 1936 | Eric De Spoelberch   | Bobsleigh           |
| Saint-Moritz 1948           | Max Houben           | Bobsleigh           |
| Oslo 1952                   |                      |                     |
| Cortina d'Ampezzo 1956      |                      |                     |
| Squaw Valley 1960           | Non participant      | Non participant     |
| Innsbruck 1964              |                      |                     |
| Grenoble 1968               | Non participant      | Non participant     |
| Sapporo 1972                | Robert Blanchaer     | Ski                 |
| Innsbruck 1976              | Robert Blanchaer     | Ski                 |
| Lake Placid 1980            | Henri Mollin         | Ski                 |
| Sarajevo 1984               | Henri Mollin         | Ski                 |
| Calgary 1988                | Katrien Pauwels      | Patinage artistique |
| Albertville 1992            | Geert Blanchart      | Patinage de vitesse |
| Lillehammer 1994            | Bea Pintens          | Patinage de vitesse |
| Nagano 1998                 | Conrad Alleblas      | Patinage de vitesse |
| Salt Lake City 2002         | Simon Van Vossel     | Patinage de vitesse |
| Turin 2006                  | Kevin Van Der Perren | Patinage artistique |
| Vancouver 2010              | Kevin Van Der Perren | Patinage artistique |
| Sotchi 2014                 | Hanna Mariën         | Bobsleigh           |
| Pyeongchang 2018            | Seppe Smits          | Snowboard           |
| Pékin 2022                  | Loena Hendrickx      | Patinage artistique |
| Pékin 2022                  | Armand Marchant      | Ski                 |

## Listes des présidents du COIB
| Période     | Président                                         |
| ----------- | ------------------------------------------------- |
| 1906 - 1923 | Baron Édouard de Laveleye & Cyrille Van Overbergh |
| 1923 - 1942 | Comte Henri de Baillet-Latour                     |
| 1942- 1945  | Prince Albert de Ligne                            |
| 1945 - 1955 | Rodolphe William Seeldrayers                      |
| 1955 - 1965 | Victor Boin                                       |
| 1965 - 1989 | Raoul Mollet                                      |
| 1989 - 1992 | Comte Jacques Rogge                               |
| 1992 - 1998 | Adrien Vanden Eede                                |
| 1998 - 2004 | Baron François Narmon                             |
| 2004 - 2021 | Baron Pierre-Olivier Beckers-Vieujant             |
| 2021 -      | Jean-Michel Saive                                 |

## Les Belges sur la scène olympique internationale

### Au Comité International Olympique (CIO)

#### Présidents belges du CIO
- Comte Henri de Baillet-Latour (1925-1942)
- Comte Jacques Rogge (2001-2013)

#### Secrétaire général du CIO
- Christophe De Kepper (2011- )

#### Les membres belges du CIO
- Comte Maxime de Bousies (1894-1901)
- Commandant Robert Reyntiens (1901-1903)
- Comte Henri de Baillet-Latour (1903-1942
  - Président du CIO (1925-1942)
  - Membre du comité exécutif du CIO (1921-1926)
- Baron Edouard de Laveleye (1919-1939)
- Baron Gaston de Trannoy (1939-1957)
- Rodolphe William Seeldrayers (1946-1955)
- SAR le Prince Albert (1958-1964)
- Prince Alexandre de Merode (1964-2002)
  - Vice-président du CIO (1986-1990 et 1994-1998)
  - Membre du comité exécutif du CIO (1980-1990)
  - Président de la commission médicale du CIO (1967-2002)
- Comte Jacques Rogge (1991-2013)
  - Président du CIO (2001-2013)
  - Vice-président du CIO (1998-2001)
  - Membre du comité exécutif du CIO (1998-2013)
  - Membre de la commission du Mouvement Olympique (1990-1999)
  - Membre de la commission de la Solidarité Olympique (1990-2001)
  - Membre de la commission du Programme Olympique (1992-2001)
- Baron François Narmon (2002-2004)
- Baron Pierre-Olivier Beckers-Vieujant (2012- )
  - Président de la Commission de coordination des Jeux olympiques de Paris 2024
- Ingmar De Vos (2017- )

### Aux Comités Européens Olympiques (CEO)

#### Président belge des CEO
- Comte Jacques Rogge (1989-2001)

#### Secrétaire général des CEO
- Adrien Vanden Eede (1980-1989)

#### Les membres belges des CEO
- Guido De Bondt (2001-2013)
  - Membre du comité exécutif des CEO (2001-2013)
  - Président de la Commission FOJE (2001-2013)
- Jean-Michel Saive (2013-2017)
  - Membre du comité exécutif des CEO (2013-2017)
  - Président de la Commission des athlètes des CEO (2013-2017)

## L'ordre du mérite du COIB
Depuis 2013, le COIB attribue chaque année son Ordre du Mérite à une personne qui a contribué de manière exceptionnelle au Mouvement Olympique en Belgique.
- 2013 : Eddy Merckx
- 2014 : Patrick Sercu et Gaston Roelants
- 2015 : Robert Van de Walle
- 2016 : Ingrid Berghmans
- 2017 : Hanna Mariën
- 2018 : Guido De Bondt
- 2019 : Roger Moens
- 2020 : Anne d’Ieteren
- 2021 : Kim Gevaert